# Ciesznów

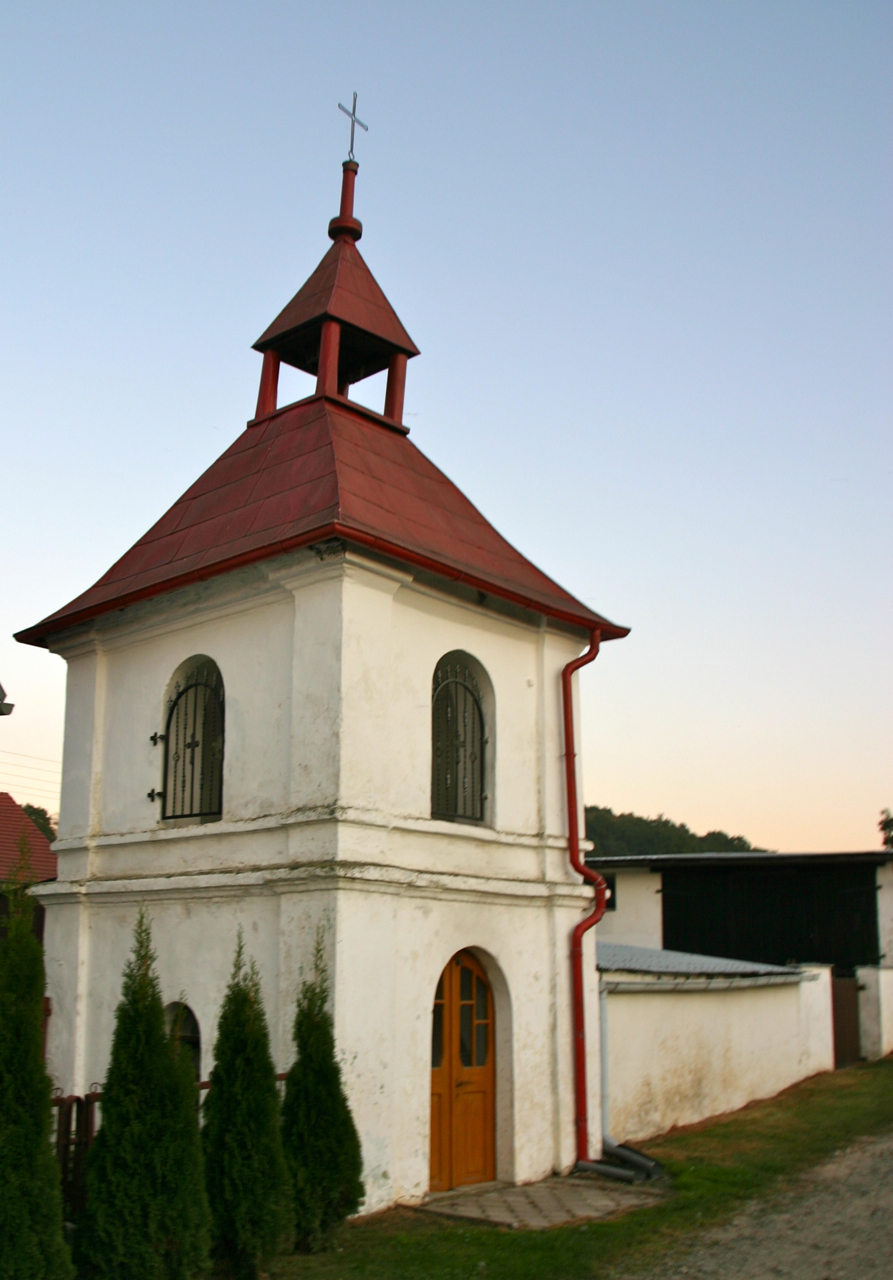
Wegekapelle

Ciesznów (deutsch Teschenau) ist ein Ort in der Stadt- und Landgemeinde Oberglogau im Powiat Prudnicki der Woiwodschaft Opole in Polen. Durch Coesznów fließt die Stradunia.

## Geographie
Ciesznów liegt zwölf Kilometer südöstlich von Oberglogau (Głogówek), 29 Kilometer südöstlich von Prudnik (Neustadt O.S.) und 53 Kilometer südlich von Opole in der Schlesischen Tiefebene (polnisch Nizina Śląska).
Nachbarorte von Ciesznów sind im Nordwesten Kazimierz (Kasimir), im Nordosten Koske (Kózki), im Südosten Milice (Militsch) und im Südwesten Lisięcice (Leisnitz).

## Geschichte
„Tesnowo“ wurde im Jahr 1234 erstmals urkundlich erwähnt. Für das Jahr 1282 ist es in der Schreibweise Tesnow belegt.
Nach dem Ersten Schlesischen Krieg 1742 fiel Teschnau mit dem größten Teil Schlesiens an Preußen.
Nach der Neugliederung der Provinz Schlesien gehörte die Landgemeinde Teschenau ab 1816 zum Landkreis Cosel, mit dem sie bis 1945 verbunden blieb. 1845 bestanden im Dorf ein Vorwerk, ein Schloss, eine Wassermühle und 31 Häuser. Die Einwohnerzahl lag damals bei 186, davon 11 evangelisch. 1874 wurde der Amtsbezirk Teschenau gebildet, dem die Landgemeinden Groß Grauden, Jacobsdorf, Klein Grauden, Militsch und Teschenau und die Gutsbezirke Groß Grauden, Jacobsdorf, Klein Grauden, Militsch und Teschenau eingegliedert wurden. Erster Amtsvorsteher war der Rittergutsbesitzer von Prittwitz-Gaffron in Teschenau.
Bei der Volksabstimmung in Oberschlesien am 20. März 1921 stimmten in Teschenau 114 Wahlberechtigte für einen Verbleib bei Deutschland und acht für Polen. Teschenau verblieb beim Deutschen Reich. 1933 lebten im Ort 189 Einwohner und 1939 waren es 160 Einwohner.
Als Folge des Zweiten Weltkriegs fiel Teschenau 1945 mit dem größten Teil Schlesiens an Polen. Nachfolgend wurde es in Ciesznów umbenannt. Die deutsche Bevölkerung wurde, soweit sie nicht vorher geflohen war, weitgehend vertrieben. Die neu angesiedelten Bewohner waren teilweise Zwangsumgesiedelte aus Ostpolen, das an die Sowjetunion gefallen war.
1950 wurde Ciesznów der Woiwodschaft Opole eingegliedert. Seit 1999 gehört es zum Powiat Prudnicki.

## Sehenswürdigkeiten
- Schloss Teschenau
- Steinerne Wegekapelle
- Steinerne Wegekreuze